# Natalie Falch
Natalie Falch (7 gennaio 2004) è una sciatrice alpina austriaca.

## Biografia
Specialista delle prove tecniche attiva dal novembre del 2020, la Falch ha esordito in Coppa Europa il 25 gennaio 2021 a Zell am See in slalom speciale (48ª) e in Coppa del Mondo il 4 gennaio 2023 a Zagabria Sljeme nella medesima specialità, senza completare la prova; ai Mondiali juniores di Alta Savoia 2024 ha conquistato la medaglia d'argento nella combinata a squadre e a quelli di Tarvisio 2025 la medaglia d'oro nella medesima specalità e quella di bronzo nello slalom speciale. Non ha preso parte a rassegne olimpiche o iridate.

## Palmarès

### Mondiali juniores
- 3 medaglie:
  - 1 oro (combinata a squadre a Tarvisio 2025)
  - 1 argento (combinata a squadre ad Alta Savoia 2024)
  - 1 bronzo (slalom speciale a Tarvisio 2025)

### Coppa Europa
- Miglior piazzamento in classifica generale: 54ª nel 2025

### Campionati austriaci
- 1 medaglia:
  - 1 argento (slalom speciale nel 2024)